# John B. Forester
John B. Forester (* um 1785 in McMinnville, Warren County, Tennessee; † 31. August 1845) war ein US-amerikanischer Politiker. Zwischen 1833 und 1837 vertrat er den Bundesstaat Tennessee im US-Repräsentantenhaus.

## Werdegang
Die Quellen geben über das Leben von John B. Forester nur wenige Informationen preis; sein Geburtsdatum ist unbekannt. Er erhielt nur eine begrenzte Grundschulausbildung. Später konnte er trotzdem Jura studieren und nach seiner Zulassung als Rechtsanwalt in diesem Beruf arbeiten. Politisch war Forester zunächst ein Anhänger von Präsident Andrew Jackson und wurde Mitglied in dessen Demokratischer Partei.
Bei den Kongresswahlen des Jahres 1832 wurde er im fünften Wahlbezirk von Tennessee in das US-Repräsentantenhaus in Washington, D.C. gewählt, wo er am 4. März 1833 die Nachfolge von William Hall antrat. Nach einer Wiederwahl konnte er bis zum 3. März 1837 zwei Legislaturperioden im Kongress absolvieren. Diese waren von den Diskussionen um die Politik von Präsident Jackson bestimmt. Dabei ging es um die Durchführung des umstrittenen Indian Removal Act, die Nullifikationskrise mit dem Staat South Carolina und die Bankenpolitik des Präsidenten. Auch John Forester, der 1832 noch als Anhänger Jacksons in den Kongress gewählt worden war, wechselte während seiner Amtszeit zur Opposition über und wurde 1834 als Kandidat der National Republican Party wiedergewählt.
Er starb am 31. August 1845; sein Sterbeort ist ebenfalls unbekannt.